# Dorfkirche Schkortleben

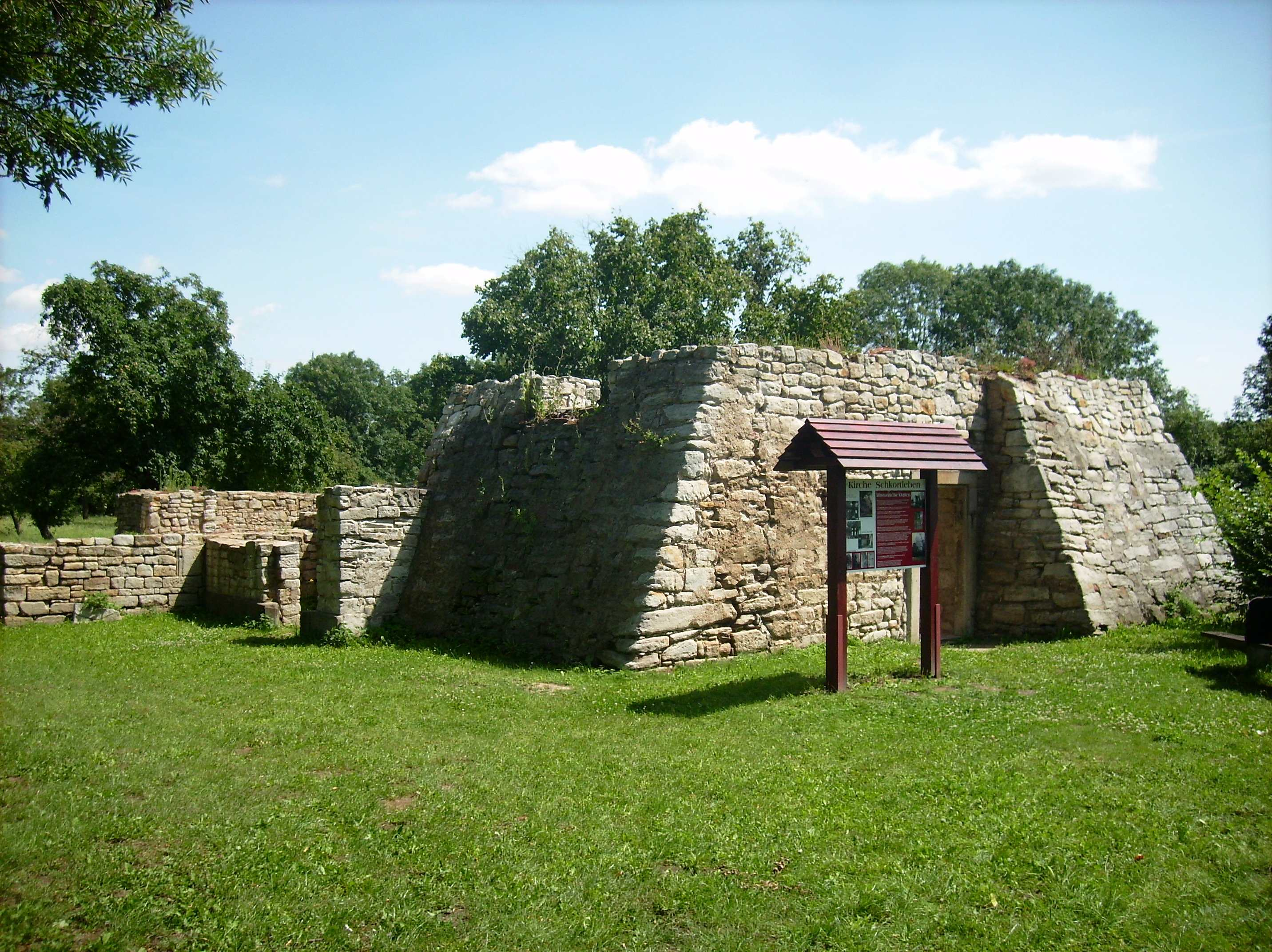
Ruine der Dorfkirche mit Infotafel

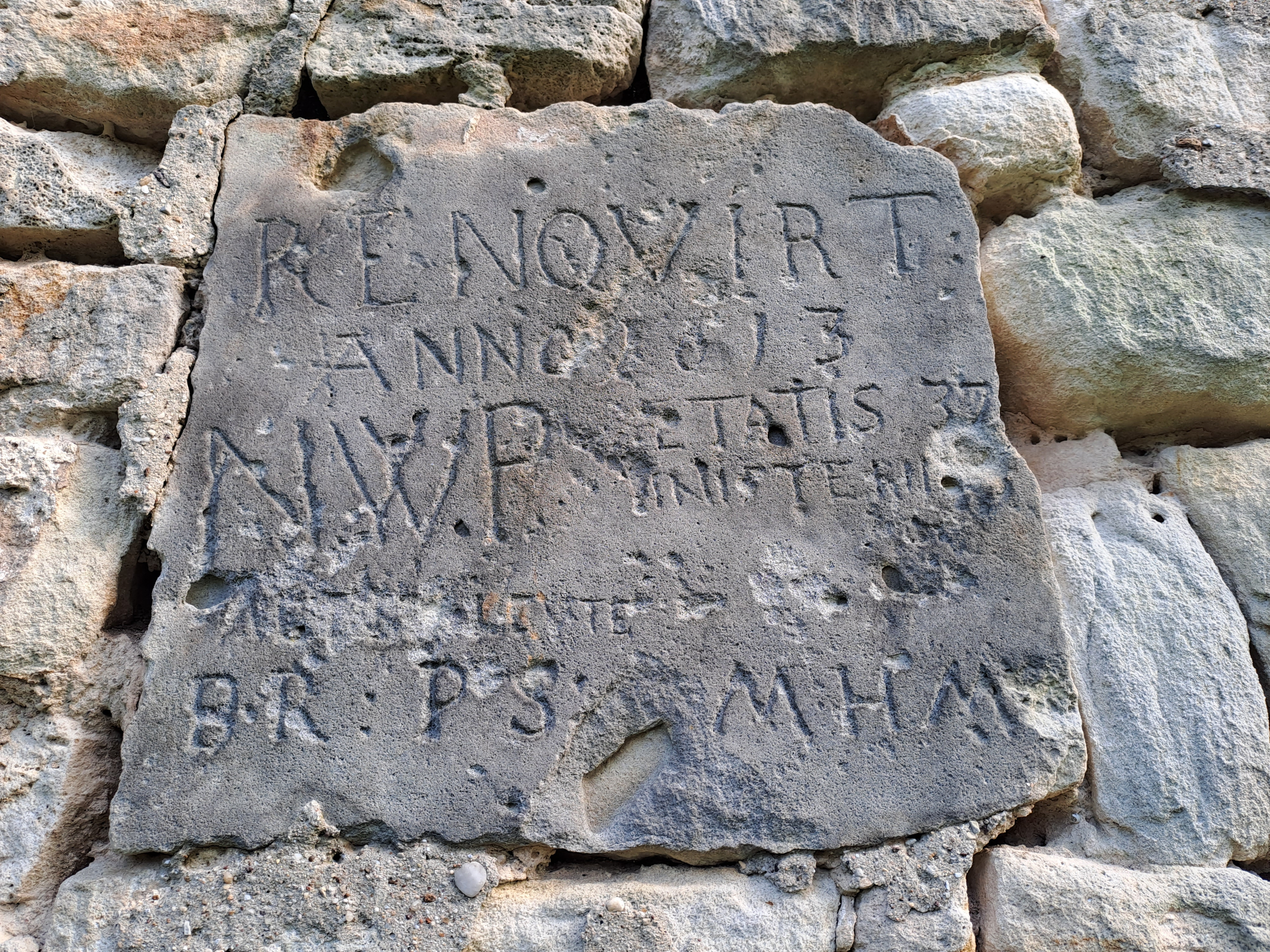
Inschrifttafel aus dem Jahre 1613 am Kirchhofportal

Die Dorfkirche von Schkortleben ist eine denkmalgeschützte Ruine einer Kirche im Ortsteil Schkortleben der Stadt Weißenfels in Sachsen-Anhalt. Im örtlichen Denkmalverzeichnis ist das Gebäude unter der Erfassungsnummer 094 86694 als Baudenkmal verzeichnet.
Die erste Erwähnung der Dorfkirche in Schkortleben stammt aus einem Kirchenbuch des Jahres 1580. Aufgrund ihres Standortes in der häufig überfluteten Saale-Aue und den Kriegen des 16. und 17. Jahrhunderts soll die Kirche bereits 1680 stark baufällig gewesen sein. Es wird behauptet, dass es sich bei der Kirche um eine Wehrkirche gehandelt haben soll; dagegen spricht jedoch der erst späte Nachweis der Kirche. Die Kirche verfiel im Laufe der Zeit und auch notdürftige Reparaturen in der zweiten Hälfte des 20. Jahrhunderts konnten die Kirche vor dem endgültigen Verfall nicht retten. Danach schritt in den folgenden 15 Jahren der Verfall so schnell voran, dass man sich entschloss, den Rest in den Jahren 2000 bis 2003 zu beräumen. Auf einer Infotafel vor der Kirchenruine wird das ehemalige Aussehen der Kirche auf historischen Aufnahmen dokumentiert.
Es handelte sich ursprünglich um eine einschiffige Saalkirche mit dem querschiffartigen Anbau einer Patronatsloge  des 17. Jahrhunderts auf der Nordseite. Der romanische Westquerturm besaß eine Zwiebelhaube, die 1985 abgenommen werden musste. Die Barockausstattung ging durch Vandalismus verloren. Die qualitätvollen Figurengrabsteine der Familie von Biesenrodt aus dem 16. bis 18. Jahrhundert sind heute im Turmraum der Dorfkirche Wengelsdorf aufgestellt.